# 收復街道聯盟
收復街道聯盟 (RTS) 是一個社會運動組織聯盟，主要目的是關注公共空間裡的社區自主權。該運動的特質是以集體的抵抗運動反對全球化下的大型企業對公共空間的侵佔，以及其重視以汽車為主導的運輸模式。

## 主張

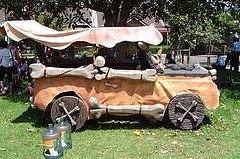
澳洲悉尼RTS活動照片

收復街道聯盟時常以非暴力的形式，直接佔據主要道路或高速公路來舉辦活動。雖然此舉造成了交通阻塞，但RTS的行動哲學是「那是汽車的交通阻塞、不是行人的交通阻塞，而且阻塞的原因就是汽車」，他們透過佔據道路的行動，讓道路真正成為一個「開放空間」。RTS的活動通常設計得五彩繽紛而引人注目，甚至搬一個沙坑讓小朋友玩耍、提供免費的食物和音樂，有時會形成一個「臨時自治區」。全世界RTS的活動大多是街頭的狂歡派對，有舞曲DJ或現場演奏的樂團表演，這都是受到英國的影響。
Reclaim the Streets 這個詞已不僅僅單指組織的名稱，目前也變成「收復街道運動」這種政治行動的統稱。

## 歷史
收復街道運動在世界各地興起的很快，運動在1990年代發源於英國。第一個在英國以外的運動是在1997年5月17日的芬蘭舉辦。目前參與的團體涵蓋歐洲、北美、澳洲和非洲。最初那些無預警式的直接行動案例大多引發政府與開車民眾的反感，經過多年之後，某些國家的組織開始遵循法律規範舉辦抗議活動。

### 英國
收復街道運動起源於1990年代的倫敦，主要目標是反對高速公路M11與M3的興建，這項運動很快地傳遍全英國。起初他們以反對大汽車主義而著名，但是最近幾年，一些核心的團體開始關注運輸系統的根本問題，即資本主義。儘管如此，他們活動的形式依然遵循著非暴力行動的原則。
一些RTS在倫敦的活動:
- 地點：卡姆登镇；時間；1995年5月14日。 整個下午卡姆登大街都被阻塞。
- 地點：伊斯灵顿的Upper Street；時間：1995年7月23日。在繁忙的街道上舉行千人派對。伴有音樂和臨時興建的兒童遊戲沙坑。
- 地點：布赖顿；時間：1996年二月14日。封閉布赖顿的北莱恩斯區，一座城堡被臨時搭建在十字路口，整個下午市區交通癱瘓了。
- 地點：M41高速公路, 牧羊丛；時間：1996年7月13日。與警察迂迴之後，6000名群眾趁亂攻佔高速公路，架起音響設備。潛藏的舞者踩著高蹺、穿著華麗服裝跳舞，還有環保人士在柏油路上鑽孔種樹。
- 地點：特拉法加广场；時間：1997年4月12日。在即將來臨的國會大選前，被解僱的利物浦碼頭工人與抗議者一同在倫敦市中心遊行。
- 地點：布里克斯顿路和七姊妹高路；時間：1998年6月6日。同時占據兩條街，兩場活動都各吸引5000人參加。
- 地點：Bank地鐵站；時間：1998年七月13日。為聲援倫敦地鐵工人反民營化罷工，參與者在上午高峰時段爬上地鐵車頂癱瘓了倫敦地鐵中央線（（英文）Central Line）的運行，而且在地鐵站入口處拉起大型布條。
- 地點：173上街, (在伊斯灵顿市政厅对面). 時間：1998年10月4-11日.
- 「反資本主義嘉年華」（（英文）Carnival against Capitalism）。時間：1999年7月18日。一個全球性的串連活動，在倫敦的金融中心區舉辦。倫敦國際金融期貨交易所(LIFFE)受到波及。
- 「西雅圖團結行動」（（英文）Seattle Solidarity Action）,倫敦尤斯顿车站。時間：1999年11月30日。在西雅圖召開的世界貿易組織部長級會議，引發全球各地的反對活動。倫敦進行示威活動中有警車被激動的群眾掀翻並放火燒毀。
- 「不为石油流血」。時間：2000年2月3日。反對為了開採石油迫害哥倫比亞的U'wa族人（當地的少數民族）。
- "花園游擊隊"。時間：2000年5月1日。一場非暴力抗議活動在議會廣場前舉行。
- "纪念恐怖主义行動影響". 時間：2001年2月19日
- "再見,地球".時間：2001年4月19日. 自然历史博物馆发起的一项行动，抗议英国石油公司赞助的一场有关气候变化的展览，抗议其“漂綠”行爲和重塑企业形象的行爲。
- "推出商务舱地铁".時間：2001年6月5日。50 trains receive stickers announcing a new Cattle Class.
- "五一勞動節节免费购物活动".時間：2002年5月1日
- "夺回未来" 時間：2002年9月11-22日
- "反对军火贸易的街头派对".時間：2003年9月10日

### 臺灣
臺灣的收復街道運動於世界無車日前的臺灣標準時間2007年9月22日在台北發起，活動內容包括單車臨界量（微笑單車上路）、攻占停車場（2007年12月28日）、格子樂(（英文）Parking Day)（2008年4月22日，世界地球日）等等。由於發起之初屢遭警方以執行《集會遊行法》為由進行調查與干涉，經查無任何違法行為，故2008下半年之後主要以每月一次的歡樂嘉年華式活動「微笑單車上路」（單車臨界量）形式持續。

## 政府監視活動
英國的大都會警署設置「抗議示威特別行動小組」（SDS，已解散），會派遣「臥底警察調查」（UCPI），跟目標社運團體女性發生同居、性關係，甚至結婚生子，以騙取對方的信任，刺探組織的情報。大都會警署表示，臥底是重要的戰術，是合法的，能抓到危險的犯罪分子、保護社區，但也有案例顯示部分警官濫用職權。
|  | 这是一个示例模板。有关模板帮助，请参阅Help:模板。 |

收復街道聯盟成員Rosa，在倫敦酒吧內邂逅臥底警察Jim Sutton，兩人一見鍾情，計畫生孩子、搬家一起生活，Jim曾失聯一陣子又回來。後來Rosa在2000前往南非，要尋找Jim，發現Jim的家庭和這個人根本就不存在。後來回到英國後，Rosa被帶到倫敦南部，Jim受僱的臥底警察單位的辦公室所在地，才知道Jim Sutton的本名是Jim Boyling。但謊言被揭穿後，是在Rosa已經跟Jim結婚、生了2個孩子後才發現。
Jim因為跟Rosa的關係，被大都會警署以「嚴重錯誤 」為由開除。儘管警方同意道歉、賠償，但是Rosa認為這無法抹滅她被背叛的感覺。依據2018年的聲明，Jim提到，他和羅莎的關係是真實的，他對羅莎產生感情，不是因為她是警方感興趣的人。

## 參閱
- 無車運動、無車日
- 群聚效應
- 世界裸體騎行
- Stop the City
- M11 link road protest
- Parking Day

一般連結
- 無政府主義
- 直接行動
- 情境主义国际
- Guerrilla gardening
- Carnival against Capitalism

## 外部連結
- Reclaim the Streets (London) （页面存档备份，存于）
- Car Busters Magazine is published four times a year by the World Carfree Network
- International Car Free Day - 22 September
- video （页面存档备份，存于） Reclaim the Streets & Liverpool Dockers March from Kennington Park. April 1997
- video （页面存档备份，存于） Reclaim the Streets video from Teubingen, Germany.
- urban75 Reclaim The Streets reports and photos （页面存档备份，存于） Reclaim the Streets articles, 1996 onwards
- Snowflakes Project invites people from all over the world to claim back the streets.
- 臺灣收復街道聯盟(舊站) （页面存档备份，存于）Reclaim the Streets in Taiwan(2007.09.12-2008.01.01)
- 臺灣收復街道聯盟(新站) （页面存档备份，存于）Reclaim the Streets in Taiwan(2008.07.21-)--反對「消耗預算亂開路文化」及「汽車至上主義」